# بنجامين هارت
بنجامين هارت (4 مايو 1977 في نيوزيلندا - ) (بالإنجليزية: Benjamin Hart)‏ هو لاعب كريكت نيوزلندي.

## وصلات خارجية
- بنجامين هارت على موقع إي آس بي آن كريك إنفو (الإنجليزية)